# British Judo Association
Die British Judo Association (BJA) ist der nationale Dachverband für Judo im Vereinigten Königreich. Sie wurde im Jahr 1948 gegründet und ist seither für die Organisation, Förderung und Entwicklung des Judosports auf nationaler Ebene verantwortlich.

## Geschichte
Die British Judo Association wurde am 24. Juli 1948 gegründet und übernahm fortan die zentrale Rolle in der Organisation des Judosports im Vereinigten Königreich. Ein bedeutender früher Förderer war Trevor Leggett, der bereits seit 1932 im Budokwai trainierte und in Japan sowohl Judo als auch Yoga studierte. Nach dem Zweiten Weltkrieg war er als Lehrer und Übersetzer tätig und gründete 1959 das Renshuden zur Förderung des Wettkampfjudo. Weitere prägende Figuren waren Charles Palmer, Geof Gleeson und Gunji Koizumi, die als leitende Trainer maßgeblich zur sportlichen Entwicklung beitrugen.

## Struktur
Die BJA gliedert sich in drei nationale Unterverbände, die eigenständig für den Judosport in den jeweiligen Landesteilen verantwortlich sind: JudoScotland, die Welsh Judo Association sowie die Northern Ireland Judo Federation. Diese sogenannten „Home Nation“-Organisationen arbeiten eng mit der BJA zusammen, vertreten ihre Regionen jedoch bei nationalen und internationalen Anlässen weitgehend eigenständig. Der Englische Sport wird unmittelbar von der BJA verwaltet.
Die British Judo Association ist Mitglied der European Judo Union (EJU) sowie der International Judo Federation (IJF) und der British Olympic Association.